# Besenyszög
Besenyszög è un comune dell'Ungheria di 3.279 abitanti (dati 2015). È situato nella contea di Jász-Nagykun-Szolnok.